# Los salvajes (film, 2012)
Pour les articles homonymes, voir Los Salvajes.
Pour plus de détails, voir Fiche technique et Distribution.
Los salvajes est un film de western argentin écrit, coproduit et réalisé par Alejandro Fadel, sorti en 2012. Il s’agit de son premier long métrage présenté en avant-première à la semaine de la critique du festival de Cannes.

## Synopsis
Cinq sauvageons adolescents s'évadent d'un centre de redressement en Argentine. Livrés à eux-mêmes, leur fuite ressemble à un western irréel. Ils survivent d'exactions et s'enfoncent de plus en plus dans la violence. Ils errent dans le désert et finissent par se perdre. Se séparant, ils deviennent des dangers les uns pour les autres et la sauvagerie de l'homme primitif traqué refait surface.

## Fiche technique
- Titre original et français : Los salvajes
- Réalisation et scénario : Alejandro Fadel
- Musique : Santiago et Sergio Chotsourian
- Direction artistique : Laura Caligiuri
- Photographie : Julián Apezteguia
- Montage : Delfina Castagnino et Andrés P. Estrada
- Production : Alejandro Fadel et Agustina Llambi-Campbell
- Société de production : La Unión de los Ríos
- Société de distribution :[Laquelle ?]
- Pays d’origine :  Argentine
- Langue : espagnol
- Format : couleur - 35mm - 2.35:1
- Genres : western, drame
- Durée : 130 minutes
- Dates de sortie :
  - Argentine : 14 avril 2012 (Festival international du cinéma indépendant de Buenos Aires)
  - France : 27 mars 2013

## Distribution
- Leonel Arancibia
- Sofía Brito
- Martín Cotari
- Roberto Cowal
- César Roldan